# عشقي (أغنية)

عشقي (بالفرنسية: Amoureuse) أغنية قدمتها المغنية والملحنة الفرنسية «فيرونيك سانسون Véronique Sanson» في ألبومها عام 1972 الذي يحمل نفس الاسم. أصبحت الأغنية التي قدمتها باللغة الإنجليزية المغنية البريطانية «كيكي دي Kiki Dee» نجاحًا عالميًا، حيث قدمتها بكلمات إنجليزية ولكنها احتفظت بالعنوان باللغة الفرنسية، وأيضًا قدمتها المغنية الكندية «هلين ريدى Helen Reddy» تحت عنوان «المشاعر Emotion».

## خلفية الأغنية والتسجيل الأول
عنوان الأغنية الأصلي «عشقي» الذي لا يظهر في كلماتها، هو المقابل الفرنسي للصفة الإنجليزية «غرامي» وهو أيضًا اسم مؤنث يعني «عاشق». تصف قصيدة سانسون الغنائية المشاعر المتناقضة للعاطفة والخوف لامرأة متورطة في علاقة حب جديدة. استوحت سانسون كلمات الأغنية أثناء قيادتها لشارع الشانزليزيه في سيارتها الصغيرة في الساعة السادسة صباحًا وقالت: «لقد كان شعورًا بالحرية... كنت دائمًا تحت المراقبة باستمرار... وكتبت هذه الأغنية لأنني كنت على وشك الصراخ، وأعرف انه عند وصولي إلى المنزل كنت سأواجه صراخ من والديّ».  
كان أول تأثير كبير للأغنية خارج فرنسا عندما قدمتها المغنية الكندية «فرانس كاستيل France Castel» التي تتحدث الفرنسية وصدرت إلى أسواق كيبيك، وصعدت أغنيتها إلى المركز الأول على القوائم الفرنسية بكندا، وضمنتها فرانس كاستيل في ألبومها «أراه في حسائي Je le vois dans ma soupe» عام 1973.
كان أول ظهور للأغنية باللغة الإنجليزية من الشاعر غاري أوزبورن، الذي كتب كلمات بالإنجليزية، وغنتها صاحبة اللحن «فيرونيك سانسون»، وصدرت كأغنية منفردة في المملكة المتحدة في سبتمبر 1972، والولايات المتحدة في نوفمبر 1972.

## نسخة كيكي دي
أقترح توني كينج، نائب رئيس شركة روكيت للتسجيلات Rocket Records على المغنية كيكي دي أثناء تسجيلها ألبوم «محبة وحرة Loving and Free» في أبريل 1973، أن تضمن ألبومها نسخة من أغنية «عشقي» بصوتها. أصدرتها كيكي دي كأغنية منفردة في 31 أغسطس 1973، وتأخرت الأغنية قبل أن تظهر على القائمة في نوفمبر 1973، لتصعد إلى ذروتها في المركز 13 في المملكة المتحدة.
بعد مرور عام تقريبًا على نجاح نسخة كيكي دي في المملكة المتحدة، ظهرت الأغنية في القوائم الأسترالية، وتبلغ ذروتها في المركز رقم 12 في خريف عام 1974، وفي الولايات المتحدة، كان صدور الأغنية على الوجه الثاني لاسطوانة فريق كيكي دي «خطوة بخطوة Step by Step» في فبراير 1975.
أعيد إصدار «عشقي» على الوجه الثاني لأغنية كيكي دي المنفردة «محبة وحرة Loving and Free» عام 1976 في المملكة المتحدة لتصبح نجاحًا مزدوجًا (نجاح لوجهي الاسطوانة) حيث وصلت إلى المركز 13 على قوائم المملكة المتحدة والمركز 4 في أيرلندا. أعيد إصدارها عام 1984 في المملكة المتحدة لتظهر في المركز 77.

## نسخ باتي دالستروم وهيلين ريدي
أصدرت المغنية الأمريكية باتي دالستروم نسختها بالإنجليزية وبكلمات مختلفة عن نسخة كيكي دي وكانت تحت عنوان «المشاعر Emotion»، ثم قامت نجمة الغناء الكندية هيلين ريدي باصدارها في ألبومها «حر وسهل»، ثم أعادت إصدارها كأغنية منفردة في يناير 1975 لتصعد إلى المركز 22، ولكنها احتلت المركز الأول على قائمة الاستماع السهل Easy Listening.

## كلمات الأغنية
خيوط من الضوء على أرض غرفة النوم Strands of light upon a bedroom floor
يغير الليل من خلال باب مفتوح Change the night through an open door
أنا مستيقظة ولكن هذا ليس بيتي I'm awake but this not my home
لأول مرة لست وحدي For the first time I'm not alone
أمد يدي، ألمس جلدًا آخر Reaching out, I touch another skin
تخرج أنفاسي وتدخل أنفاسه Breathing out as he is breathing in
في أعماقي أشعر نفسي تشتعل Deep inside I feel my soul aflame
هل يمكن أن تكون حياتي كما كانت؟ Can my life ever be the same
كان يجب أن أخبره I should have told him
كنت سأفعل أي شيء إذا كان بإمكاني ضمه I'd do anything if I could hold him
ليوم آخر فقط، ليوم آخر فقط For just another day, for just another day
حبه شيء لن أنساه His love is something I will not forget
عندما أكون بعيدًة، عندما أكون بعيدًة When I am far away, when I am far away
أشعر بهطول الأمطار من كوكب آخر I feel the rainfall of another planet
كوكب آخر Another planet
عند الشفق كنا بالقرب من بعضنا Close together in the afterglow
أتذكر كيف تتدفق حبه I remember how his loving flow

أدار المفتاح إلى عالم آخر Turned the key into another world
خلق امرأة من فتاة بسيطة Made a woman of a simple girl
يأتي ضوء النهار كما نعرف كلانا أنه سيأتي Daylight comes as we both know it must
قريباً ستتحول تخيلاتي إلى غبار Soon my fantasies will turn to dust
لكنني سأعطيه أي شيء يطلبه But I would give him anything he asked
إذا كان حبي الأول يمكن أن يكون حبي الأخير If my first love could be my last
كان يجب أن أخبره I should have told him
كنت سأفعل أي شيء إذا كان بإمكاني ضمه I'd do anything if I could hold him
ليوم آخر فقط، ليوم آخر فقط For just another day, for just another day

## وصلات خارجية
http://www.veronique-sanson.net/amoureuse-reprises/ عشقي (أغنية)
http://www.veronique-sanson.net/versions-etrangeres/ عشقي (أغنية)
https://web.archive.org/web/20140525232503/http://veronique-sanson.net/discographie/internationale.html عشقي (أغنية)
https://web.archive.org/web/20110719185324/http://www.kikidee.info/l_amoureus.html عشقي (أغنية)
https://www.songfacts.com/facts/kiki-dee/amoureuse عشقي (أغنية)
https://secondhandsongs.com/work/41743 عشقي (أغنية)